# 페어 파크

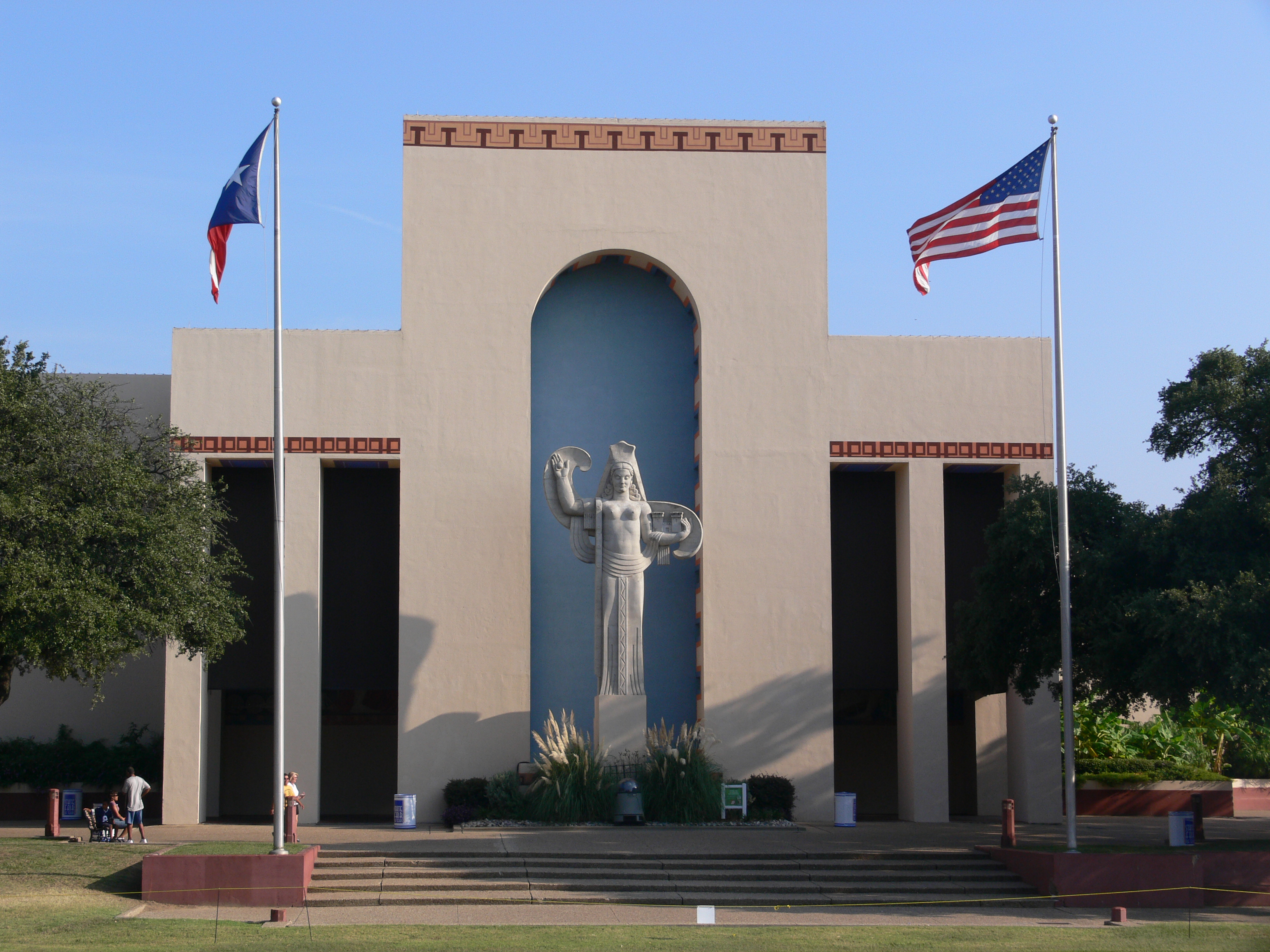
페어 파크

페어 파크(영어: Fair Park)는 미국 텍사스주 댈러스에 있는 공원이다. 공원 내에는 축구장 (코튼볼) · 박물관 · 공연장 등 다양한 시설이 있으며, 매년 9월말부터 10월까지 스테이트 페어가 이곳에서 개최된다.

## 시설
홀 오브 스테이트
올드 밀 인
매그놀리아 라운지 및 홀 오브 릴리즌
아프리칸 아메리칸 박물관
더 리언하트 라군
자연과학 박물관
페어 파크 밴드 셸
텍사스 디스커버리 가든스
코튼 볼
뮤직 홀 엣 페어 파크

## 행사

### 1984년 댈러스 그랑프리
1984년 페어 파크 부지 내 도로를 이용한 임시 서킷을 사용한 댈러스 그랑프리가 개최되었다. 개최했을 때 무더위 등의 이유로 노면이 거칠어지고 미끄러웠다. 제어를 하지 못하고 콘크리트 벽에 돌진 기계가 속출하는 등 여러 논란이 생겼으며, 해당 서킷에서의 포뮬러원 개최는 처음이자 마지막이 되었다.